# Dieselpest
Dieselpest er betegnelsen for en biomasse der kan vokse i dieseltanke.

## Årsag til dieselpest
Bakterier, alger og svampe kan komme i tanken via vand og luft og disse kan overleve i den tynde grænse der er mellem diesel og det bundvand/kondensvand som ofte står i tanken. Mikroorganismerne formerer sig i vandet og ernærer sig med kulstof fra dieselen.

## Konsekvenser af dieselpest
Ved de rigtige forhold kan disse mikroorganismer formere sig voldsomt og tilstoppe filtre og dyser i motoren så denne ikke længere fungerer. Mikroorganismerne danner også svovlsyrelignende forbindelser som tærer hul i tanke og brændstofrør. Dieselpest kan ved uheldige situationer forårsage havari og brand i skibe.

## Forebyggelse mod dieselpest
Dieselpest forhindres bedst ved at fjerne kondensvand jævnligt fra tanken. Endvidere findes der specielle additiver udviklet til at forebygge dieselpest. 
Andre kilder hævder at tilsætning af bioethanol til brændstoffet hjælper med at forebygge dieselpest. Denne metode anbefales også af Risøs Biosystems Department
Siden det fra politisk hånd blev besluttet at en fast procentdel på aktuelt 7% biodiesel skulle tilsættes diesel til brug til køretøjer har problemet med dieselpest taget til som følge af forøget vækst af bakterier og svampe[kilde mangler].